# Ensemble de Besicovitch
En mathématiques, un ensemble de Besicovitch est un ensemble de points du plan contenant un segment unitaire dans chaque direction et de mesure nulle.

## Historique
Abram Besicovitch a découvert ces ensembles en 1919 alors qu'il travaillait sur des problèmes d'intégrations dans le plan. La question était de savoir si, étant donnée une fonction Riemann-intégrable dans le plan, il existait toujours une paire d'axes orthogonaux tels que l'on puisse intégrer selon un axe, puis selon l'autre. Les ensembles qu'il découvrit lui permirent d'exhiber un contre-exemple à l'hypothèse précédente.

## Définition rigoureuse d'un ensemble de Besicovitch
Un ensemble {\displaystyle B\subset \mathbb {R} ^{2}} est appelé ensemble de Besicovitch s'il vérifie les propriétés suivantes :
1. {\displaystyle B} contient un segment unitaire dans chaque direction du plan
2. {\displaystyle {\mathcal {L}}^{2}(B)=0}

où {\displaystyle {\mathcal {L}}^{2}(B)} représente la mesure de Lebesgue de {\displaystyle B}.
La première condition s'exprime aussi :
{\displaystyle \forall \ \theta \in \left[0;2\pi \right],\exists \ S} un segment faisant un angle {\displaystyle \theta } avec l'axe de abscisses.
Remarque : Une autre définition possible consiste à avoir un ensemble contenant une droite dans chaque direction, plutôt qu'un segment.

## Utilisation: le contre-exemple de Besicovitch
Nous allons montrer le résultat suivant : il existe une fonction Riemann-intégrable du plan telle que pour toute paire d'axes orthogonaux, l'intégration suivant l'axe des ordonnées soit impossible (au sens de Riemann).
Remarque : on a besoin ici de la compacité de l'ensemble de Besicovitch, qui est assurée par les constructions proposées dans la partie suivante.
Soit {\displaystyle B\in \mathbb {R} } un ensemble de Besicovitch. On fixe une paire d'axe {\displaystyle (Ox_{0}y_{0})} grâce à laquelle on définit la fonction {\displaystyle f\ :\mathbb {R} ^{2}\rightarrow \ \mathbb {R} } par :
- Si {\displaystyle (x,y)\in \ B} et si {\displaystyle x\ \in \ \mathbb {Q} \ ou\ y\ \in \ \mathbb {Q} }, alors {\displaystyle f(x,y)=1}.
- Sinon, pour tous les autres éléments de {\displaystyle B} et tous ceux qui ne sont pas dans {\displaystyle B}, {\displaystyle f(x,y)=0}.

On a en quelque sorte prolongé la fonction caractéristique de ℚ sur notre ensemble, en particularisant les points dont l'une au moins des coordonnées est rationnelle. Il faut choisir {\displaystyle (Ox_{0}y_{0})} de façon que le segment parallèle à {\displaystyle (Ox_{0})} (resp.{\displaystyle (Oy_{0})}) soit à distance irrationnelle de cet axe, ce qui est toujours possible.
La compacité de l'ensemble {\displaystyle B} assure que l'ensemble des points de discontinuité de la fonction {\displaystyle f} est l'ensemble {\displaystyle B} lui-même, et est donc de mesure nulle. Le critère de Lebesgue pour l'intégrabilité de Riemann assure que {\displaystyle f} est Riemann-intégrable sur ℝ2. Nous allons alors montrer que quelle que soit la paire d'axes orthogonaux choisis, on ne pourra pas intégrer {\displaystyle f} d'abord selon l'axe des ordonnées. Ce qui signifie qu'il existe dans n'importe quel système d'axes orthognaux {\displaystyle x\in \mathbb {R} } tel que {\displaystyle f_{|\{x\}\times \mathbb {R} }} ne soit pas intégrable au sens de Riemann. Notons {\displaystyle f_{x}:\mathbb {R} \rightarrow \mathbb {R} } une telle fonction.
Soit maintenant {\displaystyle (0xy)} une paire d'axes orthogonaux quelconque. Soit {\displaystyle x} l'abscisse du segment parallèle à {\displaystyle (Oy)} et contenu dans {\displaystyle B}. La fonction {\displaystyle f_{x}} correspond sur le segment à la fonction caractéristique de ℚ. Cette fonction n'est pas Riemann-intégrable, ce qui prouve le résultat.

## Construction des ensembles de Besicovitch
Il existe principalement deux méthodes pour les construire, la méthode historique est celle des triangles, l'autre se basant sur un principe de dualité. On ne présente ici que la construction par dualité. Le principe de la méthode des triangles est d'effectuer des superpositions de triangles pour diminuer progressivement l'aire.

### La méthode par dualité
Pour cette méthode, on doit définir une notion de dualité spécifique. A un ensemble de points {\displaystyle E\subset \mathbb {R} ^{2}}, on associe l'ensemble de droites {\displaystyle E^{*}} défini de la façon suivante : {\displaystyle \forall (a,b)\in E,\ D_{y=ax+b}\in E^{*}}, où {\displaystyle D_{y=ax+b}} représente la droite d'équation cartésienne {\displaystyle y=ax+b}.
Le principe de la construction va être de trouver les propriétés que doit vérifier {\displaystyle E} pour que {\displaystyle E^{*}} soit un ensemble de Besicovitch. Plus exactement, on veut que l'ensemble {\displaystyle {\mathcal {D}}(E)} constitué des supports des droites de {\displaystyle E^{*}} soit un ensemble de Besicovitch, car formellement {\displaystyle E^{*}} n'est pas un ensemble de points.
La première propriété d'un ensemble de Besicovitch est de contenir un segment dans chaque direction (ici on a des droites, ce qui revient au même), ce qui équivaut à ce que la projection de {\displaystyle E} sur {\displaystyle (Ox)} soit l'ensemble {\displaystyle \mathbb {R} } tout entier.
La deuxième propriété à vérifier est que {\displaystyle {\mathcal {L}}({\mathcal {D}}(E))=0}, ce qui implique que la projection de {\displaystyle E} dans quasiment toutes les directions du plan (c'est-à-dire sauf un nombre fini de directions) soit de mesure de Lebesgue nulle. La démonstration peut être trouvée dans les références.
En conclusion, notre ensemble doit vérifier la condition suivante : la projection dans quasiment toutes les directions du plan doit être de mesure nulle, mais il doit exister une direction particulière telle que la projection dans cette direction soit {\displaystyle \mathbb {R} } tout entier.

### Une construction concrète
Pour réaliser cette construction, on doit exhiber un ensemble vérifiant les propriétés précédentes. Cet ensemble est « l'ensemble de Cantor quatre coins ».
Il se construit à partir d'un carré de côté 1 que l'on note {\displaystyle E_{0}}. On découpe ce carré en 16 carrés de côté {\displaystyle 1/4}, puis on ne garde que les quatre carrés situés dans les coins de {\displaystyle E_{0}} : on note ce nouvel ensemble {\displaystyle E_{1}}. On réitère le processus sur chacun des quatre carrés de {\displaystyle E_{1}} pour obtenir {\displaystyle E_{2}}. On construit ainsi pour tout n l'ensemble {\displaystyle E_{n}}. L'ensemble de Cantor quatre coins est alors une sorte de limite de cette suite d'ensembles, plus formellement on note : {\displaystyle E=\bigcap _{n\in \mathbb {N} }E_{n}}.
On peut montrer que la projection de {\displaystyle E} sur une droite faisant un angle {\displaystyle \arctan(1/2)} avec un côté du carré est un segment, et que pour les autres angles, cette projection a une mesure de Lebesgue nulle. On a donc presque ce que l'on cherche.
On peut maintenant faire en sorte que la projection de {\displaystyle E} sur l'axe des abscisses soit le segment {\displaystyle [-1;1]}. {\displaystyle {\mathcal {D}}(E)} contient donc une droite de coefficient directeur a pour tout a dans cet intervalle. Si on fait une copie de {\displaystyle {\mathcal {D}}(E)} à laquelle on fait subir une rotation d'angle {\displaystyle \pi /2}, on aura bien un ensemble de Besicovtich.